# Karlsturm (Zürich)
Der Karlsturm ist der südöstliche (rechte) Turm des Grossmünsters in Zürich.

## Situation
Der aus Stein erstellte Karlsturm ist 64 Meter hoch. 187 Stufen führen zur Aussichtsplattform in 50 Meter Höhe. Von dieser aus bietet sich eine Aussicht über die Zürcher Altstadt und den Zürichsee.

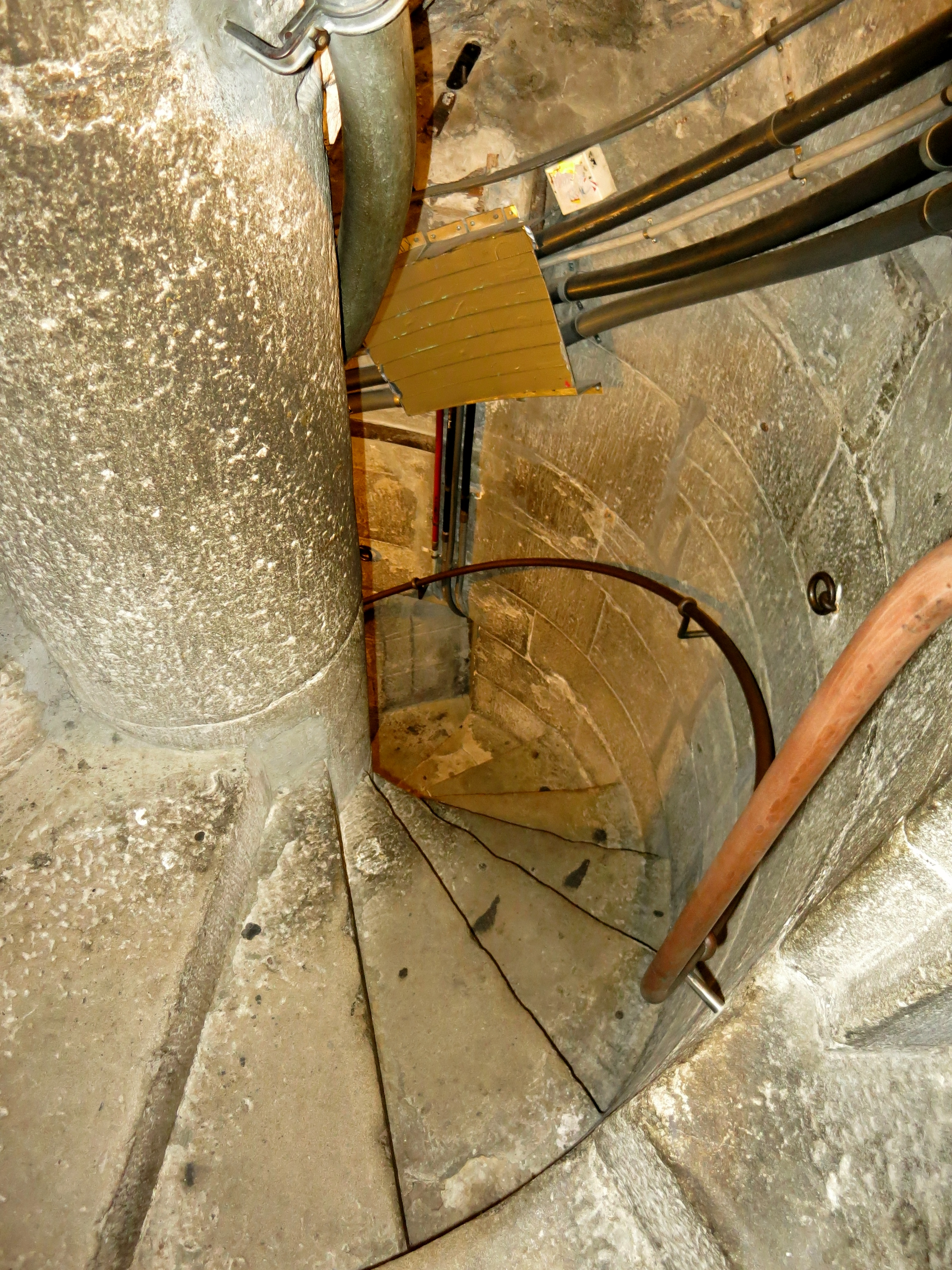
Untere Wendeltreppe
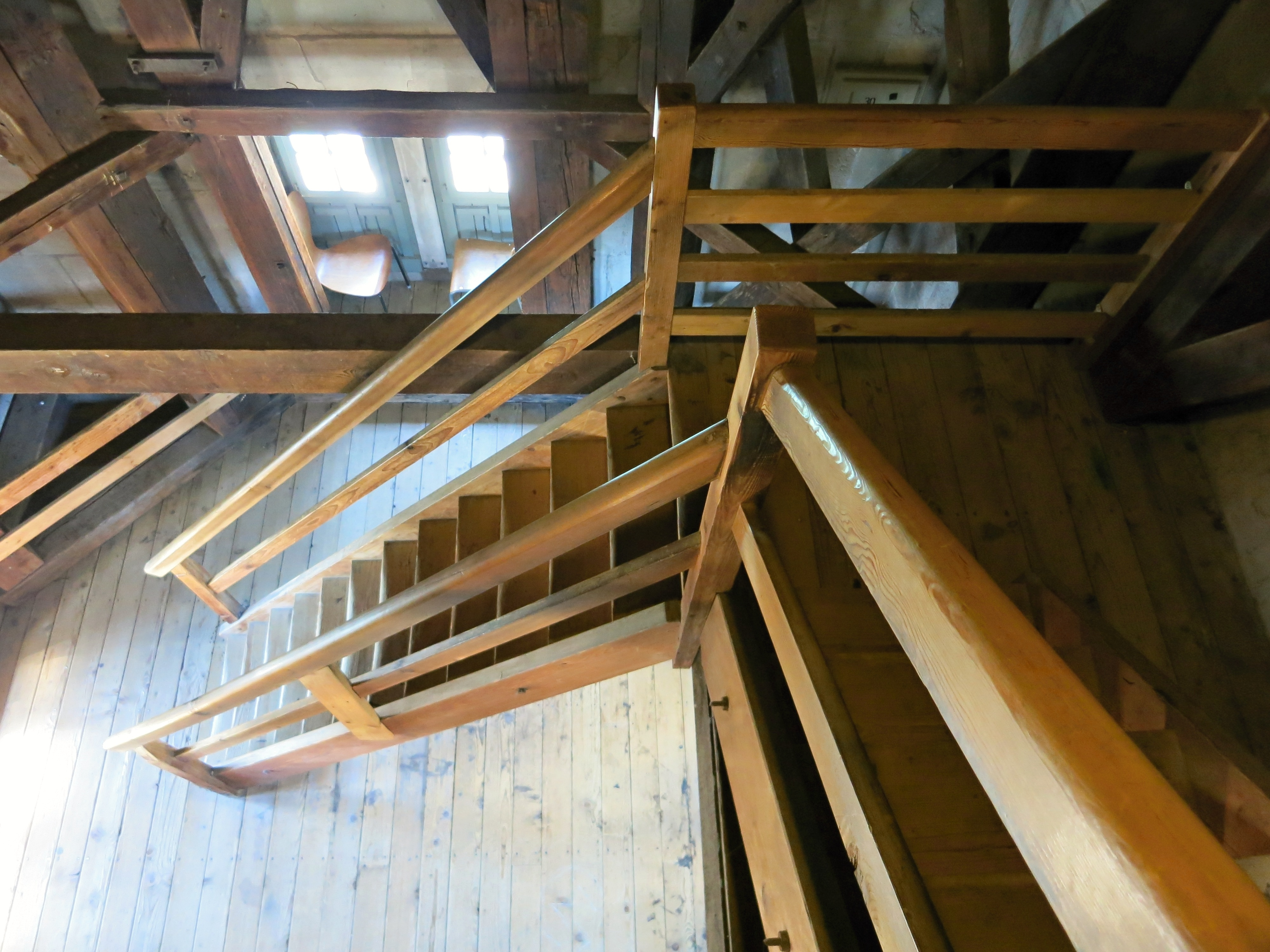
Obere Holztreppe
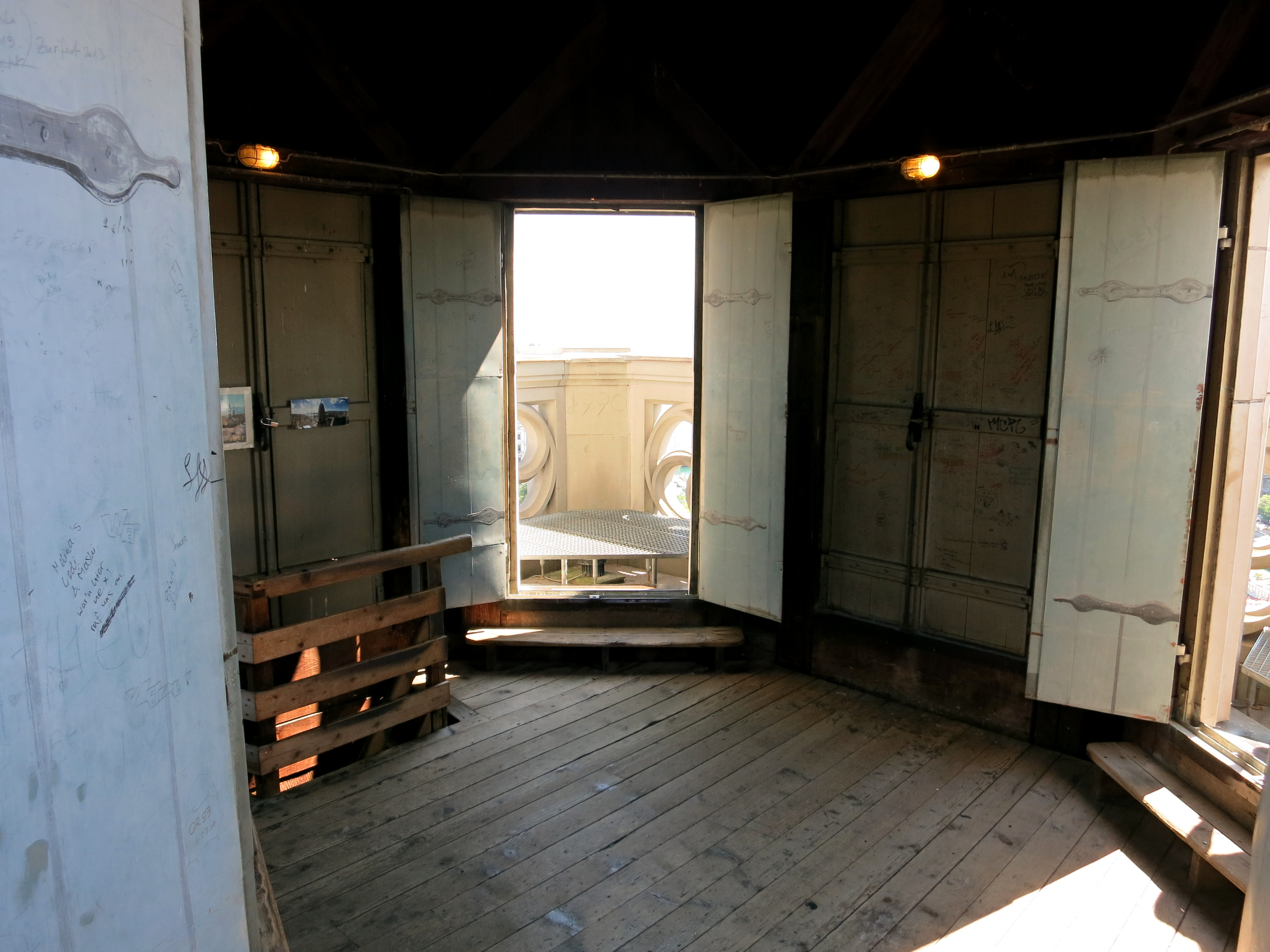
Aussichtsplattform